# Luriculus australiensis
Luriculus australiensis is een platworm (Platyhelminthes). De worm is tweeslachtig. De soort leeft in het zoute water.
Het geslacht Luriculus, waarin de platworm wordt geplaatst, wordt tot de familie Luridae gerekend. De wetenschappelijke naam van de soort werd voor het eerst geldig gepubliceerd in 1994 door Faubel, Rohde & Watson.